# Gino Gardassanich
Gino Gardassanich, kasnije Gino Gard (Rijeka, 26. studenog 1923. – Chicago, 12. siječnja 2010.), američki nogometaš i reprezentativac, hrvatskog podrijetla. Uz nogomet se u mladosti bavio još atletikom i vaterpolom.

## Klupska nogometna karijera
Nogometom se počeo baviti prije drugog svjetskog rata za vrijeme svog školovanja u Zagrebu. Bio je vratar zagrebačkog Građanskog. Po završetku školovanja vraća se u Rijeku gdje je branio za riječke (fiumanske) klubove Magazzini Generali, Todt, Silurficio Whitehead i Kvarner. Bio je prvi vratar novoosnovanog kluba Kvarner. Nakon sezone 1946./47. brani za talijanske klubove Fiorentinu, Marsalu i Regginu. 1949. godine odlazi u Sjedinjene Američke Države gdje deset godina brani za Slovak club iz Chicaga. Sa Slovak clubom bio je prvak SAD-a 1951., 1952. i 1953. godine te osvajač Peel cupa 1951. godine. Odlaskom u SAD mijenja prezime u Gard.

## Reprezentativna nogometna karijera
Za reprezentaciju SAD-a igrao je 6 puta. Bio je sudionikom Svjetskog prvenstva 1950. godine.

## Nagrade
Proglašen je najboljim nogometnim vratarom SAD-a 1950. godine. Primljen je u američku nogometnu kuću slavnih (Soccer Hall of Fame) 1992. godine.